# 테이블산자리 알파
테이블산자리 알파(Alpha Mensae)는 테이블산자리에 있는 가장 밝은 별이다. 알파는 태양보다 약간 작고 어두운 주계열성으로 겉보기 등급은 5.09이다. 이 별은 모든 별자리의 알파성 중 가장 어두우며, 광공해의 영향을 받는 도심지에서는 맨눈으로 볼 수 없다. 이 별의 적위 때문에, 알파별은 지구의 남반구에서만 볼 수 있다. 다만 북반구 중에서도 적도 바로 위쪽 위도에 사는 사람은 이 별이 일주궤도 중 가장 정점에 이르렀을 때 지평선 부근에 출현한 것을 관측할 수 있다.
테이블산자리 알파는 지구에서 33광년 떨어져 있으며, 상대적으로 큰 고유 운동값을 보여준다. 아직 이 별 주위를 도는 행성은 발견되지 않았으나 3.05 초각 떨어진 곳에 동반성으로 보이는 적색 왜성이 하나 있다. 둘의 거리는 30 AU 정도로 추측되는데 이는 태양으로부터 해왕성까지의 간격 정도이다.

## 같이 보기
- 테이블산자리 파이
- 가까운 밝은 별 목록